# Odontoscion xanthops
Odontoscion xanthops és una espècie de peix de la família dels esciènids i de l'ordre dels perciformes.

## Morfologia
- Els mascles poden assolir 30 cm de longitud total.[1][2]

## Alimentació
Menja principalment crustacis i peixos pelàgics.

## Hàbitat
És un peix de clima tropical i pelàgic-nerític.

## Distribució geogràfica
Es troba a l'oceà Pacífic oriental: des del Golf de Califòrnia fins al Perú.

## Observacions
És inofensiu per als humans.